# Вікіпедія мовою лінґала
Вікіпедія мовою лінґала (лінґ. Wikipedia) — розділ Вікіпедії мовою лінґала. Створена у 2004 році. Вікіпедія мовою лінґала станом на 28 березня 2025 року містить 4735 статей, 14 346 зареєстрованих користувачів, 32 активних дописувачів, 4 адміністраторів
. Загальна кількість сторінок у Вікіпедії мовою лінґала — 11 272, редагувань — 132 305, завантажених файлів — 34
. Глибина (рівень розвитку мовного розділу) Вікіпедії мовою лінґала мала і становить 22.4 пунктів
. 

## Історія
- Вересень 2005 — створена 100-та стаття[3].
- Грудень 2007 — створена 1 000-на стаття[3].
- Січень 2013 — створена 2 000-на стаття[4].